# Uitwierde
Uitwierde (Gronings: Oetwier), historische naam Uitwierda, is een klein dorp  in de gemeente Eemsdelta in de provincie Groningen in Nederland. Het ligt bijna tegen de bebouwing van Delfzijl aan. Zoals de naam aangeeft, is het een wierdedorp. Het dorpje telt 65 inwoners (2011).
Op de wierde staat een kerkje uit 1839. Eerder stond er een middeleeuws kerkje, dat tijdens het beleg van Delfzijl (1813-1814) zo beschadigd raakte dat het gesloopt moest worden. De oorspronkelijke toren uit het begin van de dertiende eeuw is wel bewaard gebleven.
In de directe omgeving van het dorp hebben in het verleden twee borgen gestaan: Betingeheem en Ringenum.
De huidige bebouwing in Uitwierde is vrij recent. Zowel bij het beleg van Delfzijl in 1813-14 als tijdens de Tweede Wereldoorlog raakte het dorp zwaar beschadigd. De wierde zelf is echter nog vrijwel gaaf. Tot 1935 had Uitwierde een eigen spoorweghalte aan de Spoorlijn Groningen - Delfzijl (Halte Uitwierde); deze lag overigens dichter bij Biessum dan bij Uitwierde. Aan de noordwestelijke wierdevoet ligt het Uitwierdermaar.